# ويليام س. بويد
ويليام س. بويد (بالإنجليزية: William C. Boyd)‏ هو كيميائي أمريكي، ولد في 4 مارس 1903 في ديربورن في الولايات المتحدة، وتوفي في 19 فبراير 1983 في فالموث في الولايات المتحدة.